# Fraatés II.
Fraatés II. (parthsky Frahát, řecky Φραάτης) byl parthský velkokrál z rodu Arsakovců panující v letech 139/138–128 př. n. l. Jeho otcem byl král Mithradatés I., jeden z největších parthských dobyvatelů, strýcem patrně Artabanos, Fraatův pozdější nástupce na trůně.

## Vláda
V době převzetí vlády byl Fraatés ještě nezletilý, takže se řízení státních záležitostí musela ujmout jeho matka Ri-'nu, známá z klínopisných textů. Kdy její regentství skončilo, není známo, na mincích je panovník většinou zobrazován jako dospělý mladý muž – Ri-'nu tedy, jak se zdá, nespravovala říši dlouho.
Nejdůležitější událostí Fraatovy vlády je válka se Seleukovcem Antiochem VII., která měla velmi dramatický průběh. Antiochos nejprve obsadil Mezopotámii, nedávno dobytou Mithradatem I., a v roce 130/129 př. n. l. vpadl do Médie, čímž ohrozil moc Arsakovců v samých základech. Ale jeho přílišné požadavky při diplomatickém vyjednávání s Fraatem i násilnické chování syrských vojáků v Íránu způsobily, že celé velkolepě pojaté tažení skončilo porážkou a seleukovská říše prakticky přestala jako mocenský faktor existovat. Od nynějška tvořila Mezopotámie integrální součást parthské říše.
Radost z vítězství nad tradičním protivníkem kalila králi jen situace na východě. Ve střední Asii vyvolalo etnikum známé z čínských pramenů pod názvem Jüe-č’ rozsáhlé kmenové přesuny, které měly za následek zvýšený tlak na parthské hranice. Již v letech 133–129 př. n. l. zanikla pod náporem kočovníků řecko-bakterská říše, slučující v sobě helénistické a íránské prvky, a nyní byla řada na Parthech. Fraatés II. stačil ještě dosadit jako nového místodržitele v Babylónu muže jménem Himéros, ale pak se ihned vypravil proti útočníkům, plenícím jeho území. Kdesi na východě – patrně v roce 128 př. n. l. – ho také stihla smrt.